# Þórður Guðjónsson
Þórður Guðjónsson (Akranes, Islandia, 14 de octubre de 1973) es un exfutbolista islandés.

## Trayectoria
Comenzó su carrera en el Íþróttabandalag Akraness, el equipo de su ciudad. Fichó en 1993 por el VfL Bochum alemán. Jugó allí hasta 1997, cuando fue fichado por el KRC Genk de la liga belga. Tres años más tarde, en el año 2000, fichó por la UD Las Palmas de España, donde vio que sus posibilidades de jugar eran limitadas, y finalmente fue cedido al Derby County y al Preston North End, ambos en Inglaterra.
En el año 2002 volvió a jugar en el Bochum hasta 2004, y en enero de 2005 fichó por el Stoke City, un club inglés con historia de jugadores y entrenadores islandeses, entre los que se encontraban el hermano más joven de Guðjónsson, Bjarni Guðjónsson, y su padre, Guðjón Þórðarsson. El también futbolista Joey Guðjónsson es el tercer hermano.

## Clubes
| Club              | País       | Año       |
| ----------------- | ---------- | --------- |
| KA Akureyri       | Islandia   | 1990      |
| ÍA Akranes        | Islandia   | 1991-1993 |
| VfL Bochum        | Alemania   | 1993-1997 |
| Racing Genk       | Bélgica    | 1997-2000 |
| UD Las Palmas     | España     | 2000-2001 |
| Derby County      | Inglaterra | 2000-2001 |
| Preston North End | Inglaterra | 2001-2002 |
| VfL Bochum        | Alemania   | 2002-2005 |
| Stoke City FC     | Inglaterra | 2005-2006 |
| ÍA Akranes        | Islandia   | 2006-2008 |